# Klaus Schmidt (archéologue)
Pour les articles homonymes, voir Klaus Schmidt et Schmidt.
Klaus Schmidt (11 décembre 1953 à Feuchtwangen – 20 juillet 2014 à Ückeritz) est un archéologue allemand qui a dirigé les fouilles de Göbekli Tepe de 1996 à 2014.

## Biographie
Klaus Schmidt a étudié à l'université d'Erlangen et de Heidelberg. Il complète son doctorat en 1983 à l'université de Heidelberg sous la direction de Harald Hauptmann. Il reçoit un financement de l'Institut archéologique allemand de 1984 à 1986. De 1986 à 1995, il reçoit une allocation de recherche de la Fondation allemande de Recherche, et travaille à l'Institut de pré - et proto-histoire de l'université de Heidelberg sur divers projets avec l'Institut archéologique allemand et l'université de Heidelberg.
En 1995, il devient le leader de la fouille de Gürcütepe et de Göbekli Tepe, dans le Sud-est de la Turquie. Il obtient son habilitation à diriger des recherches en 1999 à l'Université d'Erlangen et en 2000, devient Privatdozent à l'Institut de Pré - et Proto-histoire de l'Université d'Erlangen. En 2007, il devient professeur adjoint à l'Université d'Erlangen.
En 2001, il devient le référent en archéologie préhistorique de l'Institut archéologique allemand, et en 2007 membre correspondant de l'Institut.
En 1995, Schmidt a achète une maison dans les environs d'Urfa, qui devient sa base d'opérations. Son équipe d'archéologues fouille le site de Göbekli Tepe pendant deux mois au printemps et deux mois à l'automne. En 2011, dans une interview, Schmidt estime qu'environ cinq pour cent du site a été fouillé.
Klaus Schmidt était marié à l'archéologue turque Çiğdem Köksal-Schmidt. Il meurt d'une crise cardiaque le 20 juillet 2014, lors d'une baignade sur l'île d'Usedom en mer Baltique,,.

## Publications sélectionnées
- K. Schmidt: Frühneolithische Tempel. Ein Forschungsbericht zum präkeramischen Neolithikum Obermesopotamiens.  Dans: Mitteilungen der deutsche Orient-Gesellschaft 130, Berlin, 1998, 17-49,  (ISSN 0342-118X)
- K. Schmidt: "Zuerst kam der Tempel, dann die Stadt". Vorläufiger Bericht zu den Grabungen suis Göbekli Tepe und suis Gürcütepe de la période 1995-1999. Istanbuler Mitteilungen 50 (2000): 5-41.
- K. Schmidt, 2000a = Göbekli Tepe et de l'art rupestre du Proche-Orient, TÜBA-AR 3 (2000): 1-14.
- K. Schmidt, 2000b = Göbekli Tepe, le Sud-est de la Turquie. Un Rapport préliminaire sur la période 1995-1999, les Fouilles.  Dans: Paléorient CNRS Ed., Paris 2000: 26.1, 45-54,  (ISSN 0153-9345): http://www.persee.fr/web/revues/home/prescript/article/paleo_0153-9345_2000_num_26_1_4697
- K. Schmidt: Sie bauten die ersten Tempel. Das rätselhafte Heiligtum der Steinzeitjäger. Verlag C. H. Beck, Munich, 2006,  (ISBN 3-406-53500-3).
- K. Schmidt, "Göbekli Tepe. Eine Beschreibung der wichtigsten Befunde erstellt nach den Arbeiten der Grabungsteams der Jahre 1995-2007", dans K. Schmidt (ed.), Erste Tempel—Frühe Siedlungen. 12000 Jahre Kunst und Kultur, Ausgrabungen und Forschungen zwischen Donau Euphrat und, (Oldenburg 2009): 187-233.
- K. Schmidt, "Göbekli Tepe—l'Âge de Pierre Sanctuaires: Nouveaux résultats de fouilles en cours, avec un accent particulier sur les sculptures et les hauts-reliefs"; Documenta Praehistorica XXXVII (2010), 239-256: https://web.archive.org/web/20120131114925/http://arheologija.ff.uni-lj.si/documenta/authors37/37_21.pdf
- J. Peters & K. Schmidt: "les Animaux dans le monde symbolique de Pré-Poterie Néolithique Göbekli Tepe, au sud-est de la Turquie: une évaluation préliminaire." Anthropozoologica 39.1 (2004), 179-218: https://web.archive.org/web/20110612061638/http://www.mnhn.fr/museum/front/medias/publication/10613_Peters.pdf.